# Parafia Świętych Apostołów Piotra i Pawła w Trójcy
Parafia Świętych Apostołów Piotra i Pawła w Trójcy – parafia rzymskokatolicka, znajdująca się w diecezji legnickiej, w dekanacie Zgorzelec.